# Tornade de Maskinongé le 27 août 1991
La tornade de Maskinongé du 27 août 1991 est l’une des plus puissantes tornades à avoir frappé la province de Québec, Canada. De force F3, des vents équivalents de 250 à 330 km/h, elle est passée dans la région du lac Saint-Pierre, de Maskinongé (46° 07′ 00″ N, 73° 01′ 00″ O) à Notre-Dame-de-Pierreville (46° 04′ 00,02″ N, 72° 49′ 00,02″ O). Elle causa jusqu'à 17 millions de dollars canadiens de dommages (de 1991) aux véhicules et aux propriétés, la plupart dans la municipalité de Maskinongé, mais aucune perte de vie humaine ne fut à déplorer. Cette tornade est l’un de plusieurs événements violents qui se soient produits un peu partout au Québec ce jour-là.

## Situation météorologique

### Prémices
Le 26 août 1991 en soirée, un complexe orageux s'est développé sur le nord-est de l'Ontario. Ces orages se sont déplacés vers le sud-est pour atteindre la région de l'Abitibi-Témiscamingue en soirée et au cours de la nuit. De la grosse grêle a été signalée à Granada (48° 11′ 52″ N, 79° 02′ 31″ O) ainsi qu'à Saint-Vital-de-Clermont (48° 55′ 02″ N, 79° 15′ 01″ O). Des dommages par le vent à Louvicourt (48° 03′ 18″ N, 77° 22′ 08″ O), à 125 km au sud-est de Val-d'Or, ont été causés par une tornade de force F1 (120 à 180 km/h).
Durant la nuit, ce complexe orageux s'est développé pour devenir un complexe convectif de méso-échelle (CCM) qui recouvrait à l'aube, tout l'ouest et le nord-ouest du Québec. Aux petites heures du matin, les orages associés à ce dernier ont atteint la région de Trois-Rivières et ont poursuivi leur chemin vers l'Estrie. Le développement de ce CCM démontre l’état instable de la masse d’air en ce matin du 27 août 1991. Ces orages n'étaient que des prémices à des phénomènes météorologiques beaucoup plus violents encore.

### Analyse
Sur la carte de surface de 12 heures TU l’air était saturé et comportait des points de rosée de l'ordre de 20 °C. Un front de forte intensité allait de Matagami à Rivière-du-Loup, séparant cette masse d'air d'une autre plus au nord avec des points de rosée à seulement 15 °C. Une faible zone de convergence était également associée à la zone barocline.
À 500 hPa, une circulation zonale de 40 à 50 nœuds de l'ouest comportait de faibles ondulations. Un fort noyau de tourbillon se trouvait juste au sud-est de la baie James. Cependant, l'observation du radiosondage de la station de Maniwaki au Québec (WMW) était absente et la présence d'un creux barométrique plus prononcé sur l'ouest du Québec était plausible. À 250 hPa, la circulation était de 60 à 70 nœuds de l'ouest avec un faible creux de la baie James vers l’Abitibi. Les données de WMW étaient là aussi rejetés par l’analyse préliminaire ce qui pouvait signifier un creux plus important sur l'ouest du Québec. On y retrouvait un courant-jet à courbure cyclonique avec un maximum de 135 nœuds au nord-est du front chaud, mais son influence serait faible sur le développement de la convection, étant trop loin à l’est.

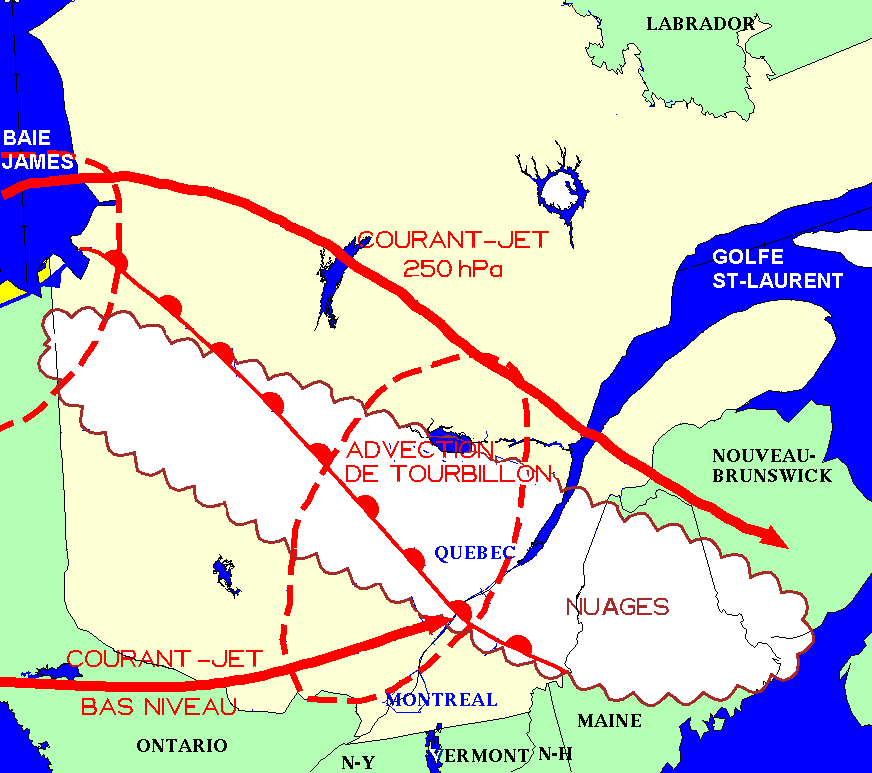
Diagramme montrant les éléments déclencheurs à TUC

Le radiosondage de Maniwaki (WMW) était représentatif de la masse d'air au sud-ouest de la zone barocline. La courbe de température n'avait pas beaucoup évolué entre le 27 août à 0 h TUC (20 h locale le 26 août) et celle de 12 h TUC (8 h locale le 27). Il était très instable dans les niveaux moyens et la température pour déclencher des orages était de 28 °C. Cependant, il montrait une inversion de température à 1,75 km d'altitude servant de couvercle à la convection.
L’hodographe montrait un très fort cisaillement vertical du vent dans les premiers 3 kilomètres de l'atmosphère, soit 10,6 × 10−3 s−1 ainsi qu’une forte circulation de l'ouest dans les bas et moyens niveaux de l'atmosphère (entre 1,5 et 2,5 km d'altitude). Cette circulation a été grandement conservée durant la journée. Le vent était généralement de même direction dans les niveaux moyens mais tournait vers le nord-ouest en plus haute atmosphère suggérant un apport de températures plus froides à ces hauteurs et donc une déstabilisation accrue.
À 21 h TUC, ces éléments devaient peu changer mais le front devait revenir en arrière dans sa portion sud pour devenir un front chaud entre le lac Saint-Pierre et la ville de Québec. Selon l’approche de Miller pour la détermination de la zone menacée par le temps violent, l'ouest du Québec était sous une zone de faible d’advection de tourbillon à 500 hPa. Celle-ci est descendue vers le nord du Maine au cours de la journée en passant le long du front chaud. Dans le secteur chaud, un courant-jet de bas niveau rencontrait le front à angle droit, amenant l’humidité nécessaire au déclenchement des orages prévus par le téphigramme de WMW. Ces différents éléments se rencontraient au-dessus du Centre-du-Québec en après-midi du 27 août.

### Déroulement de la journée

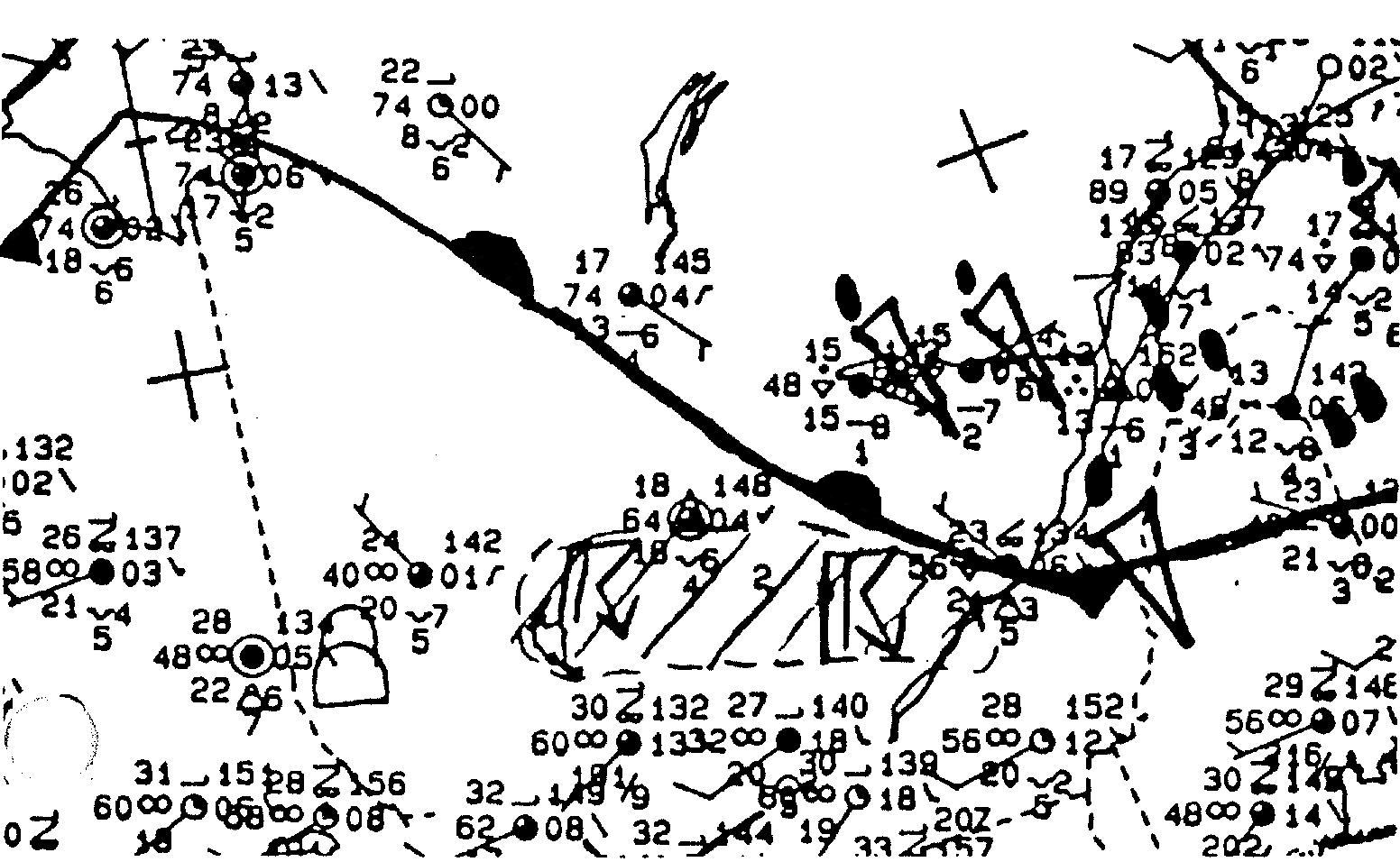
Analyse de surface à TUC. Le front chaud traverse le Québec de la baie James au Maine. Les orages violents sont indiquées par la zone hachurée avec les symboles

Tôt le matin, le ciel qui était couvert après le passage du CCM s’est lentement dégagé dans le secteur chaud, permettant aux températures d'atteindre 30 °C en certains endroits. L'énergie potentielle de convection disponible (EPCD) avec 30 °C comme température et 20 °C comme point de rosée était de 2 990 J/kg. En combinant cela avec le cisaillement des vents avec l’altitude la masse d'air, le potentiel de donner des orages violents devenait important. L’indice de soulèvement de - 7 était exceptionnellement important et l’indice Énergie versus Hélicité de 5,4 donnait un risque de tornade de forte intensité. Il ne manquait donc qu'un élément déclencheur pour amorcer la convection.
Il y eut en fait une combinaison de déclencheurs. Le premier fut l’intensification de la zone barocline que l'on peut voir dans l'image de droite. Le second fut un réchauffement différentiel marqué, de 5 à 6 °C, entre les régions nuageuses de la ville de Québec et de La Tuque versus les régions dégagées comme les Laurentides et Trois-Rivières. Cette différence était concentrée sur un très petit secteur ce qui a engendré une circulation directe entre les régions dégagées et celles nuageuses, créant une forte convergence long de la frontière nuage/non-nuage, similaire à celle d’une brise de mer. Finalement, une ligne d'orages qui s'est formée en après-midi aura également contribué à l'intensification de la zone de convergence. En effet, l'orage tornadique s'est développé sur le flanc sud-ouest de cette ligne, soit sur son front de rafales.

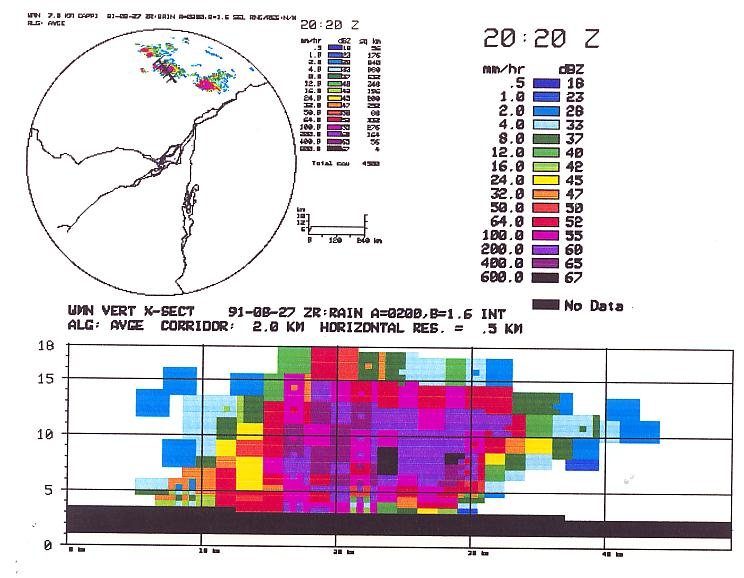
Images radar à TUC. Dans le cercle, une coupe horizontale à 7 km d'altitude (CAPPI) montre les orages approchant du lac Saint-Pierre. En bas, la coupe verticale à travers la plus forte cellule orageuse montre que les intensités de précipitation de 50 mm/h s'étendaient jusqu'à 18 km d'altitude, une hauteur exceptionnelle

À 15 h 25 TUC (11 h 25 locale), une veille météorologique pour les régions centrales du Québec étaient émise. Elle comprenait la région de Trois-Rivières. À 17 h 5 TUC (13 h 5 locale), la veille météorologique était étendue pour les régions de l'est et du nord-est des Laurentides/Lanaudière. Les premières alertes pour des orages violents ont commencé à 19 h 25 TUC (15 h 25 locale) pour les régions du nord-est des Laurentides/Lanaudière et pour la région de La Tuque.
À 20 h 15 TUC (16 h 15 locale, une mise à jour de l'alerte inclut la région de Trois-Rivières. Cette alerte mentionnait une ligne d'orages forts du nord-est de la réserve faunique du Saint-Maurice vers le nord de Shawinigan en passant par le parc national de la Mauricie. On peut voir sur l'image de gauche une sortie des échos du radar météorologique qui montre les fortes intensités des cellules orageuses de cette ligne qui se déplaçait vers le sud-est. Il est à remarquer dans la coupe verticales des données que les forts taux de précipitations s'étendaient jusqu'à 18 km d'altitude et qu'au cœur de l'orage supercellulaire les intensités atteignaient 600 mm/h (noir). Une telle intensité est le plus souvent associé avec la présence de grêlons. Ces fortes intensités forment même un surplomb dans la partie droite de la coupe, un des indices d'un orage violent dans la technique de Lemon.
Une heure plus tard, l'alerte était mise à jour et mentionnait une ligne d'orages allant de Saint-Michel-des-Saints vers Trois-Rivières. Dans cette alerte, il était fait mention que d'autres orages violents pourraient se développer ailleurs près de cette ligne car il y avait déjà des orages sur son flanc sud à ce moment-Là. Entre 21 h 30 et 21 h 35 TUC (17 h 30 et 17 h 35 locale), la tornade a frappé Maskinongé.

## Description des dommages

### Maskinongé et Notre-Dame-de-Pierreville
À 17 h 30 locale, la cellule a atteint la région du lac Saint-Pierre. C’est alors que l’orage a causé la tornade de Maskinongé qui a balayé un corridor de 300 mètres de large sur une longueur de 1,5 kilomètre. Elle traversa ensuite le fleuve Saint-Laurent et toucha le sol à Notre-Dame-de-Pierreville. La tornade ne cause aucun décès mais 15 personnes sont blessées, dont une seule gravement. Dans ce corridor, les dégâts causés par la tornade furent cependant très importants : pylônes électriques d'Hydro-Québec tordus, 40 maisons complètement détruites, 50 autres édifices endommagés à des degrés divers dont des toits de maisons arrachés, des granges démolies, des pierres tombales renversées, des arbres déracinés, le clocher d'une église démoli, etc.,.
Dans le village de Maskinongé, qui compte un peu plus de 2 000 habitants, 60 % des bâtiments sont ainsi endommagés, les services d'électricité et de téléphone sont interrompus et les résidents sont privés d'eau potable. Les dommages y sont estimés à 13 millions de dollars de 1991. À Notre-Dame-de-Pierreville, elle détruit quelques chalets d'été et cause de légères blessures. De nombreux volontaires se présentent la fin de semaine suivante pour procéder au déblayage des débris et à la reconstruction des édifices.
En octobre 1991, le Bureau d'assurance du Canada avait étudié 987 réclamations à la suite de la tornade dont 495 concernaient des logements et des maisons, 259 étaient liées à des bris sur des voitures et 233 touchaient des entreprises et des fermes. Au total les dommages se sont élevés à 17 millions de dollars. Le gouvernement du Québec a remboursé les frais d'hébergement temporaires des personnes évacuées ainsi que le manque à gagner des entreprises touchées par la tornade.

### Ailleurs
La cellule orageuse qui a produit cette tornade s’est développée près de Saint-Michel-des-Saints. Le long de sa trajectoire, différents phénomènes violents ont été signalés lors de son passage. Au lac Némiscachingue (47° 30′ 35″ N, 74° 26′ 25″ O) dans la région des Laurentides, des observateurs ont rapporté de la grosse grêle de 4 cm de diamètre et des lisières d'arbres cassés ou couchés par une tornade de force F2 (180 à 250 km/h) entre 15 h et 15 h 30 locale. Ce même orage a donné de la pluie abondante dans les régions de Shawinigan (46° 34′ 00″ N, 72° 45′ 00″ O et Trois-Rivières (46° 21′ 00″ N, 72° 33′ 00″ O). Il a également donné de la grêle et des rafales violentes dans la région des Bois-Francs en poursuivant sa trajectoire vers le sud-est, dont de légers dommages à Saint-Wenceslas (46° 10′ 00″ N, 72° 20′ 00″ O).
Le même jour d’autres orages ont donné de la grosse grêle, des pluies torrentielles sous orage ou des rafales de vent de plus de 90 km/h. Il s’agit entre autres de Saint-Alexis-des-Monts (46° 28′ 00″ N, 73° 08′ 00″ O), entre 17 h et 17 h 30 locale et de Saint-Charles-de-Mandeville (46° 22′ 00″ N, 73° 02′ 00″ O) vers 19 h 30. Finalement, une autre tornade de force F2 a été signalée dans la réserve faunique Mastigouche (46° 40′ 00″ N, 73° 30′ 00″ O) après 21 h locale.